# Enric de Parma
Enric de Parma (Wartegg, Imperi austríac 1873 - Pianore, Regne d'Itàlia 1939) fou un príncep de Parma que fou el cap hereditari de la Casa de Borbó-Parma i titular del Ducat de Parma entre 1907 i 1939.

## Orígens familiars
Va néixer el 13 de juny de 1873 al castell de Wartegg sent fill del duc Robert I de Parma i la seva primera esposa, Maria Pia de Borbó-Dues Sicílies. Fou net per línia paterna de Carles III de Parma i Lluïsa de França, i per línia materna del rei Ferran II de les Dues Sicílies i Maria Teresa d'Àustria.
Fou germà de Maria Lluïsa de Borbó-Parma, casada amb Ferran I de Bulgària; i Elies i Josep de Parma. Així mateix fou germà, per part de pare, de Xavier I de Parma; de Zita de Borbó-Parma, casada amb Carles I d'Àustria; i Fèlix de Borbó-Parma, casada amb Carlota I de Luxemburg.

## Duc titular de Parma
Va néixer amb retard mental i des de 1907, data de la mort del seu pare, fou nomenat duc titular de Parma, territori integrat en aquells moments ja dins del Regne d'Itàlia i del qual havia estat desposseïda la seva família el 1859. El seu germà Elies de Parma va assumir el rol de cap de la família des del primer moment i va servir com a regent al llarg dels anys de vida del seu germà.
A la seva mort, ocorreguda el 10 de maig de 1939 a la vil·la de Pianore, fou succeït com a duc titular de Parma pel seu germà Josep.